# Modellpsychose
Mit dem Begriff Modellpsychose (Synonym: experimentelle Psychose) werden psychoseähnliche Erfahrungen bezeichnet, die durch psychoaktive Substanzen ausgelöst werden.
Das wissenschaftliche Interesse an bewusstseinsverändernden Pharmaka (Psychodysleptika) hat eine etwa einhundertjährige Tradition. Viele Untersuchungen zeigten hierbei, dass die durch einige Psychodysleptika ausgelösten Erfahrungen (Modellpsychosen) gewisse Gemeinsamkeiten mit akuten psychotischen Schüben schizophrener Art aufwiesen; daher auch die Bezeichnung Psychotomimetika. Der Grad der Übereinstimmung wird bis heute kontrovers diskutiert.
Andererseits wird die destabilisierende Wirkung auf die Psyche erfolgreich zur Empfindungs- und Imaginationssteigerung in der analytischen Psychotherapie eingesetzt.
In den 1950er Jahren wurde viel über die Wirkung von LSD diskutiert. Die Behinderung der Forschung auf diesem Gebiet durch eine weltweit restriktive Gesetzgebung ließ das wissenschaftliche Interesse erlahmen. Jedoch gegenwärtig, ab ca. 1990, erlebt die human-experimentelle Forschung auf dem Gebiet der Modellpsychosen, ausgelöst durch Psychotomimetika, eine gewisse Wiederbelebung: auch bedingt durch die apparative Entwicklung, die immer genauere Untersuchungsmethoden für ablaufende chemisch-physiologische Gehirnprozesse erlauben, beispielsweise Computertomographie, Positronen-Emissionstomografie (PET) und SPECT. Hierbei können Gehirnaktivitäten sichtbar gemacht und mit bestimmten geistig-seelischen Zuständen beziehungsweise Abläufen korreliert werden.
Die Frage, ob ein Pharmakon-induzierter Bewusstseinszustand ein brauchbares Modell für schizophrene Psychosen sein kann, sollte nach Gouzoulis et al. neu angegangen werden. Die zurzeit vorgebrachten Argumente lassen den Schluss zu, dass die experimentell erzeugte Psychose ein nützliches Modell für akute schizophrene Psychosen (Schübe) darstellt, aber nicht für die pathologische Entität „Schizophrenie“.

## Biochemische Aspekte
Im Tiermodell können drei Klassen von Psychopharmaka, die an unterscheidbaren Neurotransmitter-Systemen agieren, psychose-ähnliche Symptome auslösen: Glutamat-Antagonisten (z. B. Phencyclidine), Serotonin-Agonisten (z. B. LSD) und Dopamin-Agonisten (z. B. Amphetamine und Meskalin). Diese drei Signaltransduktionswege führen zu DARPP-32, einem dreifach phosphorylierbaren Protein. DARPP-32-Knock-out-Mäuse oder in DARPP-32-Phosphorylierungsstellen mutierte Tiere werden durch diese drei Psychodysleptika-Gruppen signifikant schwächer beeinträchtigt als die unveränderten Tiere. Die Wirkmechanismen dieser drei Substanzgruppen scheinen somit auf eine gemeinsame molekulare Zielstruktur zu wirken.